# Lampetis monoglypta
Lampetis monoglypta es una especie de escarabajo del género Lampetis, familia Buprestidae. Fue descrita científicamente por Lansberge en 1887.